# George Osborne Morgan
George Osborne Morgan, 1er baronnet, (8 mai 1826 - 25 août 1897) est un avocat gallois et un homme politique libéral.

## Biographie
Né à Göteborg, en Suède, il fait ses études à la Friars School de Bangor, à la Shrewsbury School et au Balliol College d'Oxford et au Worcester College d'Oxford à partir de 1847.
Il est devenu avocat au Lincoln's Inn en 1853. Il est député libéral du Denbighshire de 1868 à 1885 et du Denbighshire East de 1885 jusqu'à sa mort. Il présente le projet de loi sur les sépultures en 1870 en le réintroduisant lors dix sessions successives jusqu'à ce qu'il soit finalement adopté en 1880, autorisant tout rituel chrétien dans un cimetière paroissial, et le projet de loi sur les lieux de culte, qui est devenu loi en 1873. Il est nommé conseiller de la reine et conseiller de Lincoln's Inn en 1869, et trésorier à partir de 1890. Il est président du Comité spécial de la Chambre des communes sur les titres fonciers et les transferts de 1878 à 1879. Parmi ses nombreuses participations galloises, il soutient le projet de loi de clôture du dimanche gallois, la suppression de l'église galloise, le soutien du University College of Wales à Aberystwyth.
Il occupe le poste de juge-avocat général sous William Ewart Gladstone de 1880 à 1885 et est nommé conseiller privé en 1880. Il présente avec succès le projet de loi annuel sur la discipline militaire en 1881, et prend en charge le projet de loi sur les biens des femmes mariées, 1882. Il est réélu député de l'East Denbighshire en 1885, 1886 et 1892. Il occupe de nouveau un poste sous Gladstone en tant que sous-secrétaire d'État aux Colonies en 1886.
Il est créé baronnet, de Green Street, Grosvenor Square, dans la paroisse de Saint George, Hanover Square, dans le comté de Londres et de Lincoln's Inn, en 1892. Le titre de baronnet s'est éteint à sa mort, puisqu'il n'a pas d'enfants de son épouse Emily Reiss.
Morgan publié une traduction des Eclogues de Virgile dans des hexamètres anglais et d'autres écrits.